# Santa Maria de Cardedeu
Santa Maria de Cardedeu és una església de Cardedeu (Vallès Oriental) catalogada com a bé cultural d'interès local.

## Descripció
És d'una sola nau amb vuit capelles laterals, la nau està sostinguda per uns grans contraforts que en l'interior separant les capelles. L'edifici, llevat del campanar i de la portada, és de paredat. La façana està arrebossada.

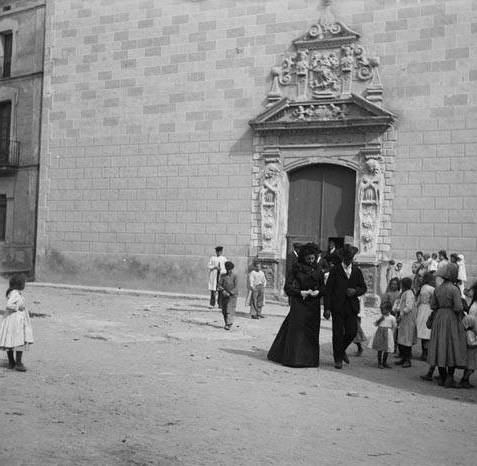
Portal de l'església de Cardedeu (1905)

 La portada, situada a la façana oest és una porta quadrada, flanquejada per dues pilastres que a la part inferior presenten unes bases i a la superior presenten unes cariàtides en forma de cos de dona, la joventut i la vellesa, que sostenen un arquitrau, amb el fris decorat amb figures d'àngels i l'escut de la vila i la cornisa amb dents de serra. Aquest primer cos està rematat amb un frontó partit per dos columnes-florons coronats amb boles. Aquest cos està sostingut per dos estípits coronats per uns caps. Al mig hi ha un requadre en relleu que representa l'assumpció de la Mare de Déu. Aquest segon cos està coronat per un frontó partit, més petit que el del primer cos, amb una cara en relleu damunt la qual hi ha un floró amb bola. Sobre la portada hi ha un ull de bou senzill. Al coronament de la teulada, a dues vessants, hi ha un altre ull de bou més petit, que dona llum a les voltes. Sobre la portada hi ha un ull de bou senzill, i en el coronament de la teulada, que és a dues vessants, un altre ull de bou més petit, que dona llum a les voltes. L'absis és quadrat per l'exterior, l'absis-presbiteri és circular, i està decorat amb pintures modernes.
El campanar, de granit, és de finals del segle xvi. Té dos cossos. El superior, per les campanes, amb cinc buits d'arc apuntat, amb feixos de columnes, i gàrgoles als quatre angles. Les campanes, que són quatre, són de l'any 1947; menys anomenada Teresa de l'any 1742 (feta a Olot). Al campanar hi ha un rellotge des del 1880.
La sagristia fou construïda l'any 1630. La volta és de mig canó. La pica baptismal és del segle xvi. L'orfebreria és del segle xix o moderna. La que hi havia abans va ser robada el 21 de febrer de 1815.

## Història
El primitiu temple de Santa Maria, romànic, es troba ja citat en documents de l'any 1022. L'església actual es creu que es va començar a edificar els anys 1581-1582. Hi ha testimonis documentals de diverses reformes i ampliacions els anys 1604, 1609, 1625, 1657, 1727, 1734, 1737. P. Comes esmenta que l'església fou acabada l'any 1698. Després de la guerra dels carlins, es va restaurar, puix havia estat cremada. El mateix va ocórrer després de la guerra del 1936-1939. Del primitiu temple romànic, tan sols en resten dos arcs de pedra i un finestral tapiat. Martí i Cardoner creuen que també ho són els baixos del campanar.
Totes les capelles són modernes, han estat reconstruïdes després de l'última guerra. Es conservava un absis romànic que desaparegué amb la reconstrucció de l'any 1886. A l'interior de l'església hi ha pedres gravades amb dates dels segles xvi i xvii. La portalada té una inscripció que diu «Any 1780».